# Anacithara nanisca
Anacithara nanisca é uma espécie de gastrópode do gênero Anacithara, pertencente a família Horaiclavidae.